# 1959 w muzyce
Wydarzenia muzyczne w 1959 roku.

## Wydarzenia
- 3 lutego – samolot, którym lecieli na koncert Buddy Holly, Ritchie Valens i J.P. „The Big Bopper” Richardson rozbił się kilka minut po starcie w stanie Iowa zabijając wszystkich, a dzień ten nazwano dniem, w którym umarła muzyka
- 24 marca – pierwszy koncert zespołu Rhythm and Blues w klubie Rudy Kot w Gdańsku – uznawany za początek rocka w Polsce
- 12 maja – piosenkarz Eddie Fisher poślubia Elizabeth Taylor
- Carole King zaczyna muzyczną karierę
- The Supremes zaczynają muzyczną karierę (jako The Primettes)
- Powstał zespół Filipinki

## Urodzili się
- 4 stycznia – Vanity, właśc. Denise Katrina Matthews, kanadyjska piosenkarka i aktorka (zm. 2016)
- 6 stycznia – Adnan Abu Hassan, malezyjski kompozytor (zm. 2016)
- 8 stycznia
  - Paul Hester, australijski muzyk, perkusista grupy Crowded House (zm. 2005)
  - Piotr Zander, polski gitarzysta rockowy
- 12 stycznia
  - Wojciech Czepiel, polski dyrygent, kompozytor i skrzypek
  - Per Gessle, szwedzki piosenkarz, kompozytor, muzyk grupy Roxette
- 13 stycznia – James LoMenzo, amerykański muzyk metalowy, basista i kompozytor
- 14 stycznia
  - Cathal Smyth, angielski trębacz i wokalista, muzyk zespołu Madness
  - Waldemar Wróblewski, polski kompozytor oraz aranżer; tworzył muzykę filmową, teatralną, dzieła symfoniczne, muzykę do reklam i dla telewizji (zm. 2005)
- 16 stycznia
  - Sade Adu, nigeryjsko-brytyjska piosenkarka, autorka tekstów, kompozytorka, aranżerka i producentka muzyczna
  - Urszula Bobryk, polska profesor sztuk muzycznych, dyrygent chórów
  - Jill Sobule, amerykańska piosenkarka folkowo-popowa, autorka tekstów (zm. 2025)
- 30 stycznia – Jody Watley, amerykańska wokalistka muzyki pop, autorka piosenek i producent
- 2 lutego – Andrzej Ryszka, polski perkusista
- 12 lutego – Leonard Hubbard, amerykański basista, członek zespołu The Roots (zm. 2021)
- 14 lutego – Renée Fleming, amerykańska śpiewaczka poważna i jazzowa, laureatka nagrody Grammy
- 20 lutego – Elfa Secioria, indonezyjski kompozytor i pedagog muzyczny (zm. 2011)
- 23 lutego – Linda Nolan, irlandzka piosenkarka i aktorka (zm. 2025)
- 24 lutego – Mirosław Jacek Błaszczyk, polski dyrygent, wykładowca akademicki
- 25 lutego – Mike Peters, walijski wokalista i gitarzysta punkowy; muzyk zespołu The Alarm (zm. 2025)
- 9 marca – Maciej Krzysztyniak, polski śpiewak (baryton), solista operowy (zm. 2023)
- 15 marca
  - Peter Ablinger, austriacki kompozytor (zm. 2025)
  - Marek Górski, polski piosenkarz i kompozytor związany z nurtem muzyki disco polo, lider zespołu kabaretowego Antoś Szprycha (zm. 2016)
  - Mattis Hætta, norweski wokalista narodowości Saami, uczestnik konkursu Eurowizji (1980) (zm. 2022)
- 17 marca – Kazimierz Galaś, polski autor tekstów piosenek (zm. 2024)
- 18 marca – Irene Cara, amerykańska wokalistka, kompozytorka, aktorka, pianistka pop (zm. 2022)
- 19 marca – Terry Hall, angielski wokalista rockowy i ska, muzyk zespołu The Specials (zm. 2022)
- 21 marca – Nobuo Uematsu, japoński kompozytor
- 23 marca – Hanna Magdalena Michalak, polska śpiewaczka, prof. dr hab. sztuk muzycznych
- 24 marca – Filip Łobodziński, polski dziennikarz i tłumacz, muzyk Zespołu Reprezentacyjnego
- 28 marca – Jacob de Haan, holenderski kompozytor, aranżer i dyrygent
- 1 kwietnia
  - Margita Stefanović, serbska wokalistka i klawiszowiec jugosłowiańskiego zespołu Ekatarina Velika (zm. 2002)
  - Christian Thielemann, niemiecki dyrygent
- 9 kwietnia
  - Vincent Lionti, amerykański skrzypek i dyrygent (zm. 2020)
  - Andrzej Nowak, polski gitarzysta rockowy, muzyk zespołów TSA, Złe Psy (zm. 2022)
- 10 kwietnia – Brian Setzer, amerykański gitarzysta, kompozytor i piosenkarz
- 19 kwietnia – Richard Lyons, amerykański muzyk awangardowy (zm. 2016)
- 21 kwietnia
  - Jerry Only, amerykański basista rockowy, współzałożyciel grupy The Misfits
  - Robert Smith, brytyjski wokalista, gitarzysta, kompozytor i autor tekstów, leader The Cure
- 24 kwietnia – Tito Sumarsono, indonezyjski piosenkarz i twórca utworów popowych
- 26 kwietnia – Stanisław Sojka, polski wokalista, pianista, instrumentalista i kompozytor jazzowy
- 5 maja
  - Bobby Ellsworth, amerykański wokalista, muzyk grupy metalowej Overkill
  - Anna Jeremus-Lewandowska, polska śpiewaczka operowa (sopran koloraturowy)
- 14 maja – Patrick Bruel, francuski piosenkarz, kompozytor, aktor i mistrz świata w pokerze z 1998 roku
- 20 maja – Israel Kamakawiwoʻole, hawajski piosenkarz, muzyk (zm. 1997)
- 22 maja – Morrissey, brytyjski wokalista, lider i autor tekstów zespołu The Smiths
- 24 maja – Piotr Karpeta, polski chórmistrz i śpiewak
- 25 maja – Vladimír Franz, czeski artysta, kompozytor oraz nauczyciel akademicki
- 28 maja – Steve Strange, walijski wokalista pop, założyciel grupy Visage (zm. 2015)
- 29 maja – Krzysztof Dzierma, polski aktor niezawodowy, kompozytor muzyki teatralnej
- 1 czerwca – Alan Wilder, angielski muzyk, w latach 1982–1995 członek zespołu Depeche Mode
- 6 czerwca – Omar Hakim, amerykański perkusista jazzowy i rockowy
- 9 czerwca – Gregg Bissonette, amerykański perkusista, muzyk sesyjny, publicysta
- 11 czerwca – Hugh Laurie, brytyjski aktor, scenarzysta filmowy, pisarz, piosenkarz i muzyk
- 14 czerwca – Marcus Miller, amerykański multiinstrumentalista, kompozytor i aranżer
- 16 czerwca – Régis Gizavo, madagaskarski akordeonista i piosenkarz (zm. 2017)
- 18 czerwca – Zuzana Navarová, czeska piosenkarka, autorka tekstów, kompozytorka i perkusistka (zm. 2004)
- 21 czerwca
  - Marek Raduli, polski gitarzysta, aranżer, kompozytor, uznany muzyk sesyjny
  - Siergiej Zagadkin, rosyjski pianista (zm. 2019)
- 25 czerwca – Wojciech Czemplik, polski skrzypek, mandolinista, grający również na instrumentach perkusyjnych, wokalista; członek m.in. zespołu Stare Dobre Małżeństwo
- 8 lipca – Víctor Rasgado, meksykański kompozytor (zm. 2023)
- 9 lipca – D.H. Peligro, właśc. Darren Henley, amerykański perkusista rockowy, członek zespołów Dead Kennedys i Red Hot Chili Peppers (zm. 2022)
- 10 lipca
  - Sandy West, amerykańska perkusistka, członkini zespołu The Runaways (zm. 2006)
  - Roman Ziobro, polski kontrabasista i gitarzysta basowy
- 11 lipca
  - Richie Sambora, amerykański gitarzysta, wokalista, kompozytor, autor tekstów, producent (Bon Jovi)
  - Suzanne Vega, amerykańska piosenkarka folkowa i folk rockowa, kompozytorka i autorka tekstów piosenek
- 14 lipca – Soňa Horňáková, słowacka piosenkarka
- 16 lipca – Maryna Barfuss, polska flecistka
- 20 lipca – Michael Watford, amerykański piosenkarz dance (zm. 2024)
- 27 lipca – Marek Sierocki, polski dziennikarz, konferansjer, dyrektor artystyczny festiwali w Opolu i Sopocie
- 29 lipca – John Sykes, angielski gitarzysta i wokalista heavymetalowy (zm. 2024)
- 1 sierpnia
  - Yoshihide Ōtomo, japoński gitarzysta awangardowy, turntablista, lider zespołów i kompozytor
  - Roman Radziwonowicz, polski wokalista i dyrygent pochodzenia ukraińskiego
- 2 sierpnia
  - Johnny Kemp, bahamski piosenkarz (zm. 2015)
  - Marek Rocławski, polski pianista, kompozytor, chórmistrz i pedagog muzyczny
- 4 sierpnia – Renata Danel, polska piosenkarka
- 5 sierpnia – Pete Burns, brytyjski piosenkarz i autor tekstów piosenek, wokalista i frontman popularnej w latach osiemdziesiątych grupy pop disco Dead or Alive (zm. 2016)
- 6 sierpnia
  - Vina Panduwinata, indonezyjska piosenkarka
  - Joyce Sims, amerykańska wokalistka (zm. 2022)
- 7 sierpnia – Edward Simoni, polsko-niemiecki muzyk grający na fletni Pana, kompozytor
- 9 sierpnia – Maria Gulegina, śpiewaczka operowa pochodzenia gruzińsko-amerykańskiego (sopran)
- 11 sierpnia
  - Gustavo Cerati, argentyński gitarzysta, klawiszowiec, piosenkarz, kompozytor, autor piosenek, producent muzyczny (zm. 2014)
  - Martin Smolka, czeski kompozytor
- 12 sierpnia – Jerzy Kornowicz, polski kompozytor
- 13 sierpnia – Tiziana Rivale, włoska piosenkarka
- 17 sierpnia – Maciej Strzelczyk, polski skrzypek jazzowy, aranżer (zm. 2021)
- 19 sierpnia – Steve Grimmett, brytyjski wokalista heavymetalowy (zm. 2022)
- 20 sierpnia – Maria Jagiełka, polska basistka, grająca także na gitarze, trąbce, kornecie i melodyce
- 25 sierpnia – Luc Brewaeys, belgijski kompozytor, dyrygent, pianista i producent nagrań (zm. 2015)
- 30 sierpnia – Janusz Stalmierski, polski kompozytor i pedagog
- 3 września
  - Cocoa Tea, właśc. Calvin Scott, jamajski piosenkarz reggae (zm. 2025)
  - Andrew Lawrence-King, brytyjski harfista, dyrygent, specjalista od muzyki dawnej
- 7 września – Krzysztof Piasecki, polski gitarzysta, kompozytor, aranżer i pedagog
- 20 września – Joanna Domańska, polska pianistka i pedagog
- 21 września – Khaira Arby, malijska piosenkarka (zm. 2018)
- 22 września – Johan Renvall, amerykańska tancerka baletowa (zm. 2015)
- 24 września – Drummie Zeb, brytyjski wokalista i perkusista reggae, muzyk zespołu Aswad (zm. 2022)
- 25 września – Anna Janosz, polska dyrygent, wykładowca i samorządowiec, dr hab. sztuk muzycznych, profesor zwyczajny
- 28 września – Norbert Blacha, polski muzyk, kompozytor, aranżer, pianista, organista, realizator dźwięku i pedagog (zm. 2012)
- 29 września – Raf, włoski piosenkarz
- 5 października – Kelly Joe Phelps, amerykański muzyk gatunku blues, folk, americana i gospel, autor piosenek (zm. 2022)
- 7 października – Addie MS, właśc. Addie Muljadi Sumaatmadja, indonezyjski dyrygent, pianista, kompozytor, aranżer i producent muzyczny
- 10 października
  - Kirsty MacColl, brytyjska piosenkarka i autorka tekstów (zm. 2000)
  - Steve Martland, angielski kompozytor (zm. 2013)
- 13 października – Marie Osmond, amerykańska piosenkarka, aktorka
- 14 października – A.J. Pero, amerykański perkusista metalowy (zm. 2015)
- 16 października – Erkki-Sven Tüür, estoński kompozytor
- 23 października – Weird Al Yankovic, amerykański muzyk, satyryk, parodysta, akordeonista i producent telewizyjny
- 25 października – Chrissy Amphlett, australijska piosenkarka, wokalistka zespołu Divinyls (zm. 2013)
- 28 października – Toshio Masuda, japoński kompozytor muzyki do seriali anime
- 4 listopada – Boris Trajanow, macedoński śpiewak operowy (baryton)
- 5 listopada – Bryan Adams, kanadyjski piosenkarz, gitarzysta i autor piosenek
- 9 listopada – Thomas Quasthoff, niemiecki śpiewak (bas-baryton) i pedagog
- 18 listopada – Cindy Blackman, amerykańska perkusistka jazz-rockowa i rockowa
- 20 listopada – Ryszard Minkiewicz, polski śpiewak operowy (tenor)
- 27 listopada – Wiktorija Mułłowa, rosyjska skrzypaczka
- 28 listopada – Piotr Soszyński, polski gitarzysta, współzałożyciel i członek zespołu Super Duo (zm. 2018)
- 1 grudnia – Raymond Geerts, belgijski gitarzysta zespołu Hooverphonic
- 2 grudnia – Paweł Iwaszkiewicz, polski flecista grający muzykę dawną i folk
- 8 grudnia
  - Barbara Buchholz, niemiecka kompozytorka (zm. 2012)
  - Letieres Leite, brazylijski kompozytor i dyrygent (zm. 2021)
- 12 grudnia – Jacek Pelc, polski perkusista jazzowy
- 14 grudnia – C.J. Snare, amerykański wokalista, klawiszowiec, producent nagrań; muzyk zespołu FireHouse (zm. 2024)
- 16 grudnia – Vladimír Václavek, czeski muzyk, kompozytor, instrumentalista, wokalista
- 19 grudnia – Mariusz Kalaga, polski wokalista muzyki pop i country
- 22 grudnia – John Patitucci, amerykański kompozytor, basista oraz kontrabasista jazzowy
- 26 grudnia – Chuck Mosley, amerykański wokalista, muzyk zespołu Faith No More (zm. 2017)
- 27 grudnia – Jarosław Szlagowski, polski perkusista rockowy, muzyk zespołów Lady Pank i Oddział Zamknięty
- 30 grudnia
  - Antonio Pappano, brytyjski dyrygent i pianista włoskiego pochodzenia
  - Tracey Ullman, amerykańska aktorka, piosenkarka, tancerka, scenarzystka i pisarka o brytyjsko-polskich korzeniach
- 31 grudnia
  - Paul Roberts, brytyjski wokalista; najbardziej znany z występów w grupie The Stranglers
  - Paul Westerberg, amerykański muzyk rockowy

## Zmarli
- 3 lutego
  - Buddy Holly, amerykański piosenkarz rock’n’rollowy, gitarzysta i kompozytor (ur. 1936)
  - Stanisław Gruszczyński, polski artysta, śpiewak (tenor) (ur. 1891)
  - Jiles Perry Richardson, amerykański muzyk i kompozytor rockowy, jeden z pionierów rock’n’rolla (ur. 1930)
  - Ritchie Valens, amerykański muzyk rock’n’rollowy pochodzenia meksykańskiego, wokalista, gitarzysta i kompozytor (ur. 1941)
- 5 lutego – Curt Sachs, niemiecki muzykolog, badacz muzyki antycznej i orientalnej (ur. 1881)
- 12 lutego – George Antheil, amerykański kompozytor i pianista pochodzenia polskiego (ur. 1900)
- 13 lutego – William Axt, amerykański kompozytor muzyki filmowej (ur. 1888)
- 14 lutego – Baby Dodds, amerykański perkusista jazzowy (ur. 1898)
- 18 lutego – Alfred Alessandrescu, rumuński kompozytor (ur. 1893)
- 2 marca – Yrjö Kilpinen, fiński kompozytor (ur. 1892)
- 10 marca – Maurycy Janowski, polski śpiewak operowy (tenor), aktor teatralny (ur. 1889)
- 15 marca – Lester Young, amerykański saksofonista i kompozytor jazzowy (ur. 1909)
- 13 kwietnia – Eduard van Beinum, holenderski dyrygent (ur. 1900)
- 20 kwietnia – Eduard Johnson, kanadyjski śpiewak operowy i dyrektor Metropolitan Opera w Nowym Jorku (ur. 1878)
- 24 kwietnia – Jef van Hoof, belgijski kompozytor (ur. 1886)
- 29 kwietnia – Tadeusz Tylewski, polski kompozytor i dyrygent (ur. 1898)
- 14 maja – Sidney Bechet, amerykański saksofonista, klarnecista i kompozytor jazzowy (ur. 1897)
- 18 maja – Lord Flea, jamajski gitarzysta i wokalista folkowy (ur. 1932)
- 30 czerwca – Lazare Saminsky, amerykański kompozytor i dyrygent pochodzenia rosyjskiego (ur. 1882)
- 1 lipca – Władysław Raczkowski, polski dyrygent, chórmistrz, pianista, pedagog muzyczny i kompozytor (ur. 1893)
- 3 lipca – Maryla Jonasówna, polska pianistka pochodzenia żydowskiego (ur. 1911)
- 15 lipca – Ernest Bloch, amerykański kompozytor, pedagog i dyrygent pochodzenia szwajcarskiego (ur. 1880)
- 17 lipca – Billie Holiday, amerykańska śpiewaczka jazzowa (ur. 1915)
- 9 sierpnia – Emil František Burian, czeski reżyser, dramatopisarz i kompozytor (ur. 1904)
- 15 sierpnia – Blind Willie McTell, amerykański muzyk bluesowy, niewidomy wokalista, gitarzysta i autor tekstów (ur. 1898)
- 16 sierpnia – Wanda Landowska, polska klawesynistka, pianistka, kompozytorka (ur. 1879)
- 28 sierpnia – Bohuslav Martinů, czeski kompozytor muzyki poważnej (ur. 1890)
- 22 września
  - Josef Matthias Hauer, austriacki kompozytor i teoretyk muzyki (ur. 1883)
  - Jane Winton, amerykańska aktorka filmów niemych, tancerka i śpiewaczka operowa (ur. 1905)
- 7 października – Mario Lanza, amerykański tenor i aktor pochodzenia włoskiego (ur. 1921)
- 8 października – Bernd Aldenhoff, niemiecki śpiewak operowy (tenor) (ur. 1908)
- 28 października – Egon Kornauth, austriacki kompozytor i pianista (ur. 1891)
- 7 listopada – Alberto Guerrero, chilijsko-kanadyjski kompozytor, pianista i pedagog (ur. 1886)
- 17 listopada – Heitor Villa-Lobos, brazylijski kompozytor i pianista (ur. 1887)
- 26 listopada – Albert Ketèlbey, angielski kompozytor, dyrygent i pianista (ur. 1875)
- 1 grudnia – Max Ernst Unger, niemiecki dyrygent i muzykolog (ur. 1883)
- 4 grudnia – Hubert Marischka, austriacki aktor, śpiewak (tenor), reżyser, wydawca muzyczny (ur. 1882)

## Albumy
- polskie
  - Podwieczorek z piosenką – Jerzy Połomski
  - Melodie o zmroku – Sława Przybylska
- zagraniczne
  - The Shape of Jazz to Come – Ornette Coleman
  - Tomorrow Is the Question! – Ornette Coleman
  - Kind of Blue – Miles Davis
  - House of the Blues – John Lee Hooker
  - Bing’s Buddies and Beaus – Bing Crosby
  - Say One for Me – Bing Crosby, Debbie Reynolds oraz Robert Wagner
  - Sleep Warm – Dean Martin
  - A Winter Romance – Dean Martin
  - Ricky Sings Again – Ricky Nelson
  - Songs by Ricky – Ricky Nelson
  - Como Swings – Perry Como
  - Seasons Greetings from Perry Como – Perry Como

## Muzyka poważna
- Powstaje Studies in Improvisation Lukasa Fossa

## Musicale
- 11 października – odbyła się premiera filmu Say One for Me w reżyserii Franka Tashlina, w którym występują Bing Crosby i Debbie Reynolds.

## Film muzyczny
- TV Variety – (Elvis Presley)

## Nagrody
- Konkurs Piosenki Eurowizji 1959
  - „Een beetje”, Teddy Scholten